# Palais de Sans-Pareil
Pour les articles homonymes, voir Sans-Pareil et Nonsuch (homonymie).
Le palais de Sans-Pareil (palace of Nonsuch en anglais) était une résidence royale de style Tudor, construite sur ordre de Henri VIII dans le Surrey, en Angleterre ; commencé en 1538, inauguré en 1562, il fut démantelé en 1682-1683. Son nom reste associé au Traité de Sans-Pareil.

## Construction
Le palais de Sans-Pareil dans le Surrey, aura sans doute été le plus grand projet architectural du roi Henri VIII. Il se dressait à Cuddington, près d’Epsom, où l'église et le village avaient été rasés moyennant une compensation en or versée aux habitants expulsés. Les travaux débutèrent le 22 avril 1538, le jour du jubilé de la trentième année de règne du souverain anglais, et six mois après la naissance de son fils, le futur Édouard VI. En l'espace de deux mois, le nom de « Sans-Pareil » (Nonsuch en anglais) apparaît dans les comptes des fournisseurs, un nom qui témoigne de l'ambition du projet tel qu'il était déjà perçu à l'époque. La construction était déjà largement avancée en 1541, lorsqu’on l’interrompit. Comme la Couronne avait pris possession de plusieurs centaines d’hectares de terre alentour pour créer le parc du château, il fallut détourner plusieurs routes et chemins.
Le palais, suivant le modèle du Château de Chambord de François Ier, devait célébrer la puissance et la magnificence de la maison Tudor. Contrairement à la plupart des palais d’Henri VIII, le château de Sans-Pareil n'est pas la réhabilitation d’un édifice antérieur ; le souverain décida d'établir un palais ex nihilo en ce lieu parce qu’il était voisin de son plus grand terrain de chasse. Le palais, avec son exubérante ornementation, coûta au moins 24 000 £ (soit plus de 100 millions de  £ au cours de 2009) ; on le considère comme un moment crucial de l’introduction des canons de l’Architecture Renaissance en Angleterre.

## À travers les siècles

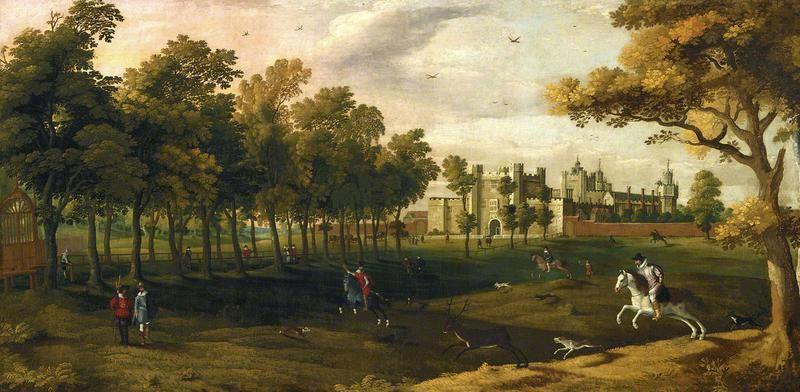
Palais de Sans-Pareil.

Le palais était inachevé à la mort d’Henri VIII en 1547. En 1556 la reine Marie le vendit au 19e Comte d'Arundel qui en paracheva la construction. Il revint aux souverains d'Angleterre dans les années 1590, et demeura propriété royale jusqu'en 1670, lorsque Charles II en fit don à sa favorite, la comtesse de Castlemaine. Elle en avait fait abattre les murs en 1682–83 et vendu les pierres comme matériau de construction pour payer ses dettes de jeu. Quelques éléments furent incorporés à d'autres édifices, comme les boiseries toujours visibles dans la Grande Halle de Loseley Park. Il n'y a plus aucune trace de ruine aujourd'hui sur le site historique, mais quelques vestiges sont visibles au British Museum. On distingue toujours cependant un monticule à l'endroit où la vieille église de Cuddington se dressait avant qu'on l'abatte pour faire place au palais. Le Palais de Sans-Pareil ne doit pas être confondu avec Nonsuch Mansion, qui se trouve à l'est du parc, ni à la salle des banquets qui y était annexée, et dont les fondations sont toujours visibles au sud-est de l'ancien palais.

## Archéologie
Il ne reste aujourd'hui que trois représentations d'époque du palais, et encore ne nous apprennent-elles pas grand chose sur les détails de l'architecture du château. L'emplacement du château s'était perdu au fil des décennies, lorsqu’à la suite des tranchées qu'on avait creusées pendant la Seconde Guerre mondiale, on rapporta la mise au jour de plusieurs éclats de poterie dans des champs, qu'on identifia plus tard comme le site même du palais. On retrouva d'ailleurs les contours en plan du château par photographie aérienne, preuve supplémentaire pour la localisation du site historique.
Le site fit l'objet de fouilles en 1959–1960. Le plan du palais semble avoir été fort simple : une cour intérieure et une cour extérieure, auxquelles on n'accédait qu'en franchissant une porte fortifiée. Au nord, l'ensemble était fortifié comme un château fort, alors que la façade méridionale était ornementée dans le style Renaissance, avec de hautes tours octogonales à chaque extrémité. La distribution des cours intérieure et extérieure était très simple, mais la cour intérieure était ornée d'impressionnants panneaux de stuc travaillés en relief. Les fouilles de 1959 au palais de Sans-Pareil furent un moment fort de l'histoire de l'archéologie au Royaume-Uni. Sans-Pareil fut en effet l'un des premiers sites post-médiévaux à faire l'objet de fouilles, et ces recherches attirèrent environ 75 000 visiteurs à l'époque.